# Plectranthus madagascariensis
Espèce
Plectranthus madagascariensis est une espèce de plantes à fleurs de la famille des Labiées (Lamiaceae) qui fait partie des végétaux communément appelés coléus.

## Liste des variétés

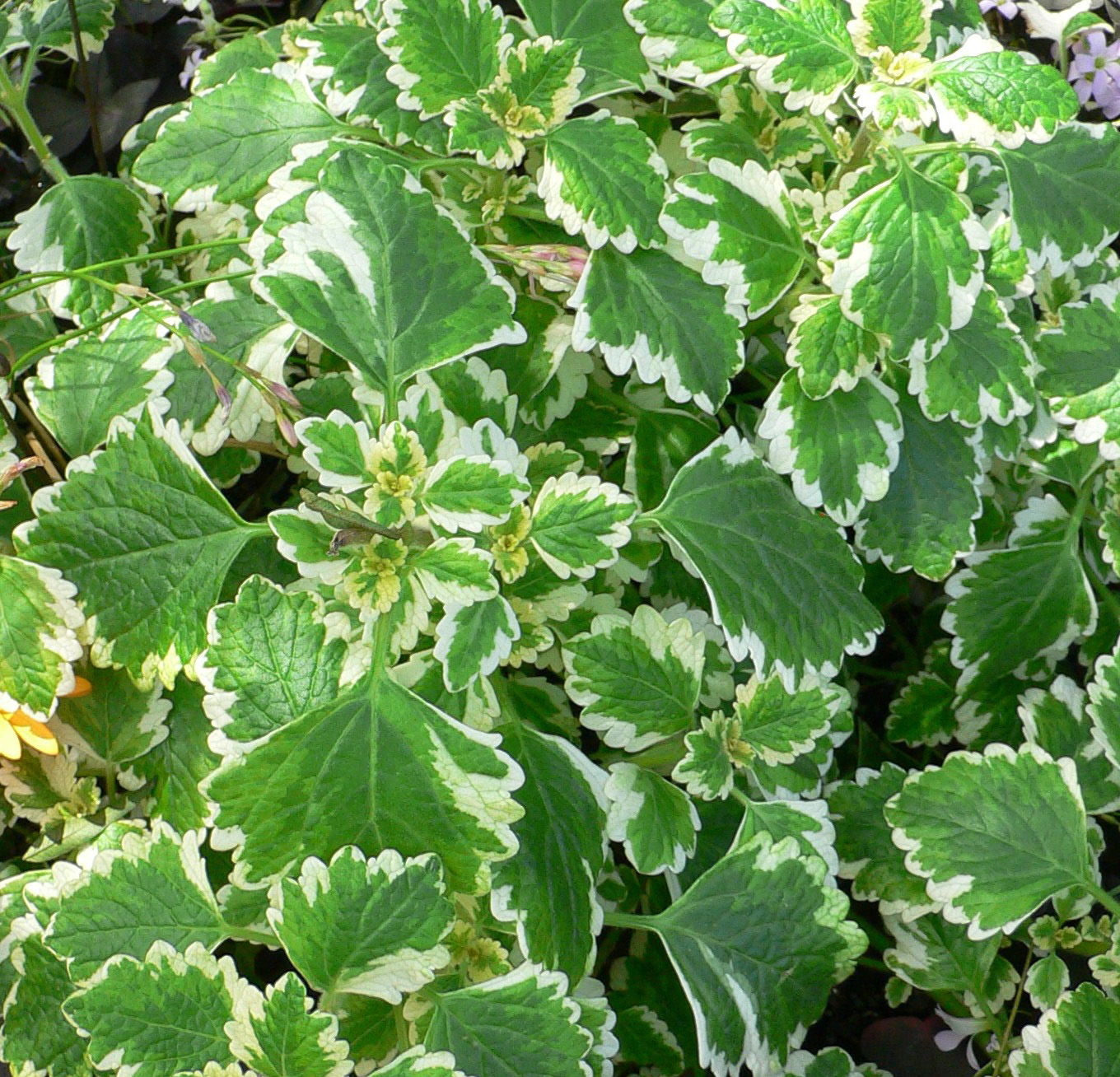
Plectranthus madagascariensis var. madagascariensis.

Selon Tropicos (1 décembre 2015) (Attention liste brute contenant possiblement des synonymes) :
- variété Plectranthus madagascariensis var. aliciae Codd
- variété Plectranthus madagascariensis var.  madagascariensis
- variété Plectranthus madagascariensis var. ramosior Benth.

## Classification
Cette espèce a été décrite en 1832 par le botaniste britannique George Bentham(1800-1884).

### Synonymes
Selon World Checklist of Selected Plant Families (WCSP) (1 décembre 2015)
- Ocimum madagascariense Pers. (synonyme homotypique)
- Coleus madagascariensis (Pers.) A.Chev. (synonyme homotypique)
- Plectranthus hirtus Benth.
- Plectranthus villosus Sieber ex Benth.
- Plectranthus pubescens Willd. ex Benth.
- Ocimum auricula Forssk. ex Benth.